# Hindustan Unilever
Hindustan Unilever Limited, vormals Hindustan Lever Limited (auch HLL genannt) ist ein indisches Konsumgüter herstellendes Unternehmen mit Firmensitz in Mumbai. Das Unternehmen ist im Aktienindex BSE Sensex gelistet.
Das Unternehmen ist Indiens größter Konsumgüterhersteller und beschäftigt rund 16.000 Mitarbeiter (Stand 2014). Das Unternehmen ist zu 67,25 Prozent im Besitz des britisch-niederländischen Konzerns Unilever. Als Konsumgüterhersteller ist HUL in Indien Marktführer im Handel bei Tee, Seifen, Waschmittel und anderen Haushaltsprodukten. Das Unternehmen wurde 1933 unter der Firma Lever Brothers India Limited gegründet.

## Shakti-Projekt im ländlichen Indien
Gemeinsam mit den Regierungen verschiedener indischer Bundesstaaten hat Hindustan Unilever das Projekt Shakti (zu deutsch: Kraft) ins Leben gerufen. Ziel dieser Public Private Partnership ist es, die ärmliche Landbevölkerung Indiens direkt am Wirtschaftsleben teilhaben zu lassen und so den Lebensstandard der ländlichen Regionen nachhaltig anzuheben.

## Aktie
Das Unternehmen ist in dem wichtigsten Börsenindex Indiens, dem SENSEX 30 der Bombay Stock Exchange, gelistet.

## Marken
Zu den Marken, die HUL verkauft, gehören neben mehreren indischen Marken auch viele in Europa angebotene Marken, so zum Beispiel AXE, Dove, Knorr, Lipton, Magnum und Rexona.